# アルカサル-王城-
『アルカサル -王城-』（アルカサル おうじょう）は、青池保子による漫画。14世紀の中世スペインを舞台に、実在のカスティリア王ドン・ペドロことペドロ1世の活躍を描く歴史漫画。
1984年から1985年にかけて『月刊プリンセス』（秋田書店）に連載された後、一時中断するも、1988年『別冊ビバプリンセス』（秋田書店）にて連載再開する。1994年に『別冊ビバプリンセス』（1990年以降は誌名を『別冊プリンセス』に変更していた）が休刊したため長い間連載中止状態だったが、2007年に残る物語を『プリンセスGOLD』（秋田書店）に前後編読み切りで掲載して完結した。1991年、第20回日本漫画家協会賞優秀賞を受賞した。単行本は2007年9月に13巻が出て完結した。

## 概要
14世紀、多数の国家が外国の影響を受けつつ争う戦国時代にあったイベリア半島を舞台に、奔放な情熱と冷酷な策謀で「残酷王（エル・クルエル）」とも呼ばれた、カスティリア王国の実在の王ドン・ペドロことペドロ1世の波乱の生涯を描く。孤独な少年時代を経て自国を強国へと導く主人公の姿が、数多くの強敵と脇役を交えて力強く描かれている。
『月刊プリンセス』、『別冊ビバプリンセス』連載時には、ドン・ペドロの生まれた1334年から絶頂期の1364年までを描き、おおむね歴史に忠実な作品である。一方で、物語をドラマチックにするためにキャラクターに独自の設定（性格・死亡時期の変更）を加えたり、同じ名を持つ人物が非常に多いため、読者の混乱を招かないよう紛らわしい登場人物の名前は変更している。スペイン語での尊称「ドン」をペドロ1世にのみ付したのも、同時代にアラゴン王ペドロ4世、ポルトガル王ペドロ（ペードロ）1世が在位していたことによる。
『プリンセスGOLD』に掲載された完結編では、前編でドン・ペドロの凋落と1369年の死を、後編ではそれ以後を子や孫の時代である1388年までを描いている。様々な制約から、前後編合わせて約200ページで一気に描ききる形を採り、連載時と比べて極めて展開が早い。
タイトルの「アルカサル」は、ドン・ペドロが築城した世界遺産「セビリアのアルカサル」にちなむ。

## あらすじ
主人公ドン・ペドロは、カスティリア王アルフォンソ11世と王妃マリアの嫡男として生を受けるが、母子共々、父王の愛を得られぬ幼少時代を過ごした。 父王が戦場で病死をすると、わずか15歳で即位することになるが、宰相に思うがままに操られる傀儡の王となる。この宰相を追放し、親政を行い始めるも、王侯貴族や実母の裏切りによって全ての権力を剥奪され、幽閉されてしまう。しかし仲間割れを起こした貴族を利用して権力を取り戻したドン・ペドロは、この経験を基に、決して裏切りを許さない専制君主となった。以降、武勇と知略を駆使して、庶兄で生涯の仇敵となるエンリケや近隣諸国との戦いを開始する。

## 登場人物
ドン・ペドロ
主人公。強い意志と冷酷な策謀で「残酷王」又は「審判王」とも呼ばれた、カスティリア王国の若き王。孤独な少年時代を経て専制君主となり自国を強国へと導く。大の女好きだが、妻のマリア・デ・パデリアを心から愛している。
エンリケ・デ・トラスタマラ
宿敵。父王アルフォンソ11世と愛妾レオノール・デ・グスマンの間に生まれる。庶子ではあるが父王に寵愛されて育ったことから、正嫡の王子である異母弟ドン・ペドロを常に意識し、王位を狙って数々の策謀をめぐらす。冷酷な性格で目的のためなら手段を選ばない。妹を偏愛している。
マリア・デ・パデリア
ドン・ペドロの妻。元々は王妃マリア付きの侍女だったが、ドン・ペドロの即位後、王母と宰相ダルブルケルケの思惑によりドン・ペドロの愛妾となり、相思相愛であったことがわかる。愛妾ではなく‘王妃’として遇され、最初の王妃ブランシュの病死の後に正式に結婚し、王妃となった。3人の娘と息子の4人の子をもうける。嫡男アルフォンソの出産時は難産だったため、この子がドン・ペドロとの最後の子供となる。ただし、侍医に告げられたドン・ペドロはそのことを自身の胸に収めたため、マリア自身は知らないままである。アルフォンソと共に"黒死病"で亡くなった。
ドン・ペドロの家臣達
- フアン・フェルナンデス・デ・イネストロサ - マリアの叔父。ドン・ペドロの宰相。
- ディエゴ・デ・パデリア - マリアの兄でドン・ペドロの親友。カラトラバ騎士団長だったがエンリケに討たれた。
- マルティン・ロペス・デ・コルドバ - ドン・ペドロに才能と忠節を見込まれて侍従に、次いでカラトラバ騎士団長となる。一方で王の忠実な「死刑執行人」として恐れられる。ドン・ペドロの庶子サンチョの家令も務める。
- ロドリゲス・デ・カストロ - 妹ホアナの一件（後述）でドン・ペドロに敵対したことがあるが、エンリケの妹である妻カタリナをエンリケに奪い返されたことにより、彼への復讐心からドン・ペドロの忠臣となる。王妃マリアや姫娘たちからの信頼も厚く、ドン・ペドロの死後、よそに嫁いだ姫娘たちのもとを訪れ、元気づけたことも。
- ガルシ・アルバレス - ファドリケの後任のサンチアゴ騎士団長。ドン・ペドロの嫡子アルフォンソの執事。
- エル・レビ - ユダヤ人の財務官。反ユダヤの傾向が強いイベリア半島において、ドン・ペドロは異教徒に寛容であったことから重用された。

ドン・ペドロを取り巻く女性達
- 王母マリア - アルフォンソ11世の王妃でドン・ペドロの母。結婚時、王にはすでに寵愛する愛妾レオノールがいたために疎まれ、ドン・ペドロの誕生直後に宮廷から遠ざけられ、恨みを募らせていた。ドン・ペドロの即位後は若く未熟な王を宰相とともに操るが、のちにドン・ペドロを裏切り、母国ポルトガルに追放される。
- ブランシュ - フランス・ブルボン家から嫁いだ最初の王妃。ドン・ペドロとの仲が極めて悪く、疎まれ幽閉された。長年の幽閉生活にも王妃の誇りを支えに耐えていたが、不治の病にかかり、死の前に恋するマルティン・ロペスに再び会いたいがために、「死刑執行人」が遣わされるようマリアを呪詛する。
- ホアナ - ロドリゲスの妹。夫を亡くし、喪に服していた彼女のストイックな美貌にドン・ペドロが一目ぼれするが、重婚した上、一夜で捨てたことから、当初ドン・ペドロとロドリゲスとは対立関係にあった。エンリケがホアナを口説くように焚きつけたりするなど、ドン・ペドロの失脚をねらって仕組まれたという背景もある。
- アルドンサ - 反乱を起こして処刑されたアルバール・デ・グスマンの未亡人。夫の死後、ドン・ペドロの強い求めに応じて愛妾となり「黄金の塔」の主として寵愛されるが慢心し、マリアの一族を妬む取り巻き貴族たちの言葉に唆されて権力を濫用したことから捨てられる。その後、愛人になる前に一時期身を寄せていた尼僧院に戻り、改心する。
- ウラカ - マリアの従妹で王子アルフォンソの侍女頭。のちにドン・ペドロとの間に一子サンチョをもうける。
- ファーヒタ - グラナダの僣主アブー・サイドの寵姫。彼が敗死した後ドン・ペドロの元に迎えられる。
- アラベラ - マルティン・ロペスの兄ビセンテの妻。夫が修道院に入った後も実家に戻らず、長くロペス家を守っていたが、ドン・ペドロの勧めでロドリゲスと再婚する。マルティンにとっては血のつながらない義姉だが、性格や言動の端々にマルティンによく似た点があり、ロドリゲスは「まるでマルティンと結婚するみたいだ」とからかわれることに。

エンリケの親族
- ファドリケ - エンリケの双生児の弟でサンチアゴ騎士団長。本心からドン・ペドロに忠誠を尽くそうとしたため、兄エンリケに仕組まれて自らが仕えようとしたドン・ペドロの手で殺された。
- テリョ - エンリケの実弟でビスカヤ領主。強欲でエンリケを振り回す。
- カタリナ - エンリケの妹。ロドリゲスの妻だったが連れ戻され、再婚を強いられるなどエンリケに翻弄され続け、心の慰めだった家令ペロ・カリリョを嫉妬心からエンリケに殺されたことをきっかけに、発狂を装ってエンリケの「支配」をそらそうとするが…。

隣国の王達
- アラゴン王ペドロ4世 - 隣国の王のなかでも最もドン・ペドロと争う。度重なるドン・ペドロとの戦いのなかで、カスティリアの王位継承権を持つ異母弟の牽制も兼ねてエンリケを庇護して利用したり、グラナダの反乱を唆す一方、結婚政策で和平交渉を仕掛けるなど策謀をめぐらし続ける。
- ポルトガル王ペードロ1世 - ドン・ペドロの叔父。
- ナバーラ王カルロス2世 - 「悪人王」なる悪名通りに狡猾に立ち回る。
- グラナダ王ムハンマド5世 - ドン・ペドロの庇護下で協力関係にある。
- イングランド王エドワード3世 - エドワード黒太子ら息子達が直接にドン・ペドロと関わることとなる。フランスとの百年戦争のまっただ中であり、カスティリアの内戦はこの代理戦争の様相も帯びることとなる。
- フランス王シャルル5世 - ドン・ペドロに嫁いだブルボン公女ブランシュが結婚当初から幽閉され、不遇のうちに病死したことから、エンリケの元にベルトラン・デュ・ゲクランを派遣し協力した。

次代の登場人物
- ベアトリス - ドン・ペドロとマリアの長女。ドン・ペドロの死とほぼ同時期に夭折してしまう。
- コンスタンシア - ドン・ペドロの次女。ランカスター公ジョン・オブ・ゴーントに嫁ぎ、カスティリアの正当な王位継承者として、王位奪還と父の名誉回復のために活動する。
- イザベル - ドン・ペドロの三女。ヨーク公エドマンドに嫁ぐ。
- アルフォンソ - ドン・ペドロの嫡男。ドン・ペドロの死の以前に黒死病によって夭折する。
- ホアン - エンリケの嫡男。最初の王妃の死後、ポルトガル王女ベアトリスと再婚して同国を支配しようとしたものの、ジョアン1世の前に大敗するなど失政が相次ぎ、苦境に立たされる。
- カタリナ（英語名キャサリン・オブ・ランカスター） - ジョン・オブ・ゴーントとコンスタンシアの娘。彼女がエンリケの孫エンリケ3世に嫁ぎ（初代アストゥリアス公妃）、エンリケ側の正統性強化とドン・ペドロ側の復権とを果たすところで物語は終わる。

## 舞台
2014年に宝塚歌劇団星組バウホール公演『アルカサル ～王城～』で舞台化。主演は、十碧れいや、麻央侑希。作・演出は、中村暁。
主な配役
- エンリケ・デ・トラスタマラ -　十碧れいや
- ドン・ペドロ　-　麻央侑希
- マリア・デ・パデリア　-　妃海風

## 関連する作品
- 青池保子の『修道士ファルコ』は同時代を舞台とした物語で、ドン・ペドロもゲスト出演している。